# Liste der größten Verkehrsflughäfen

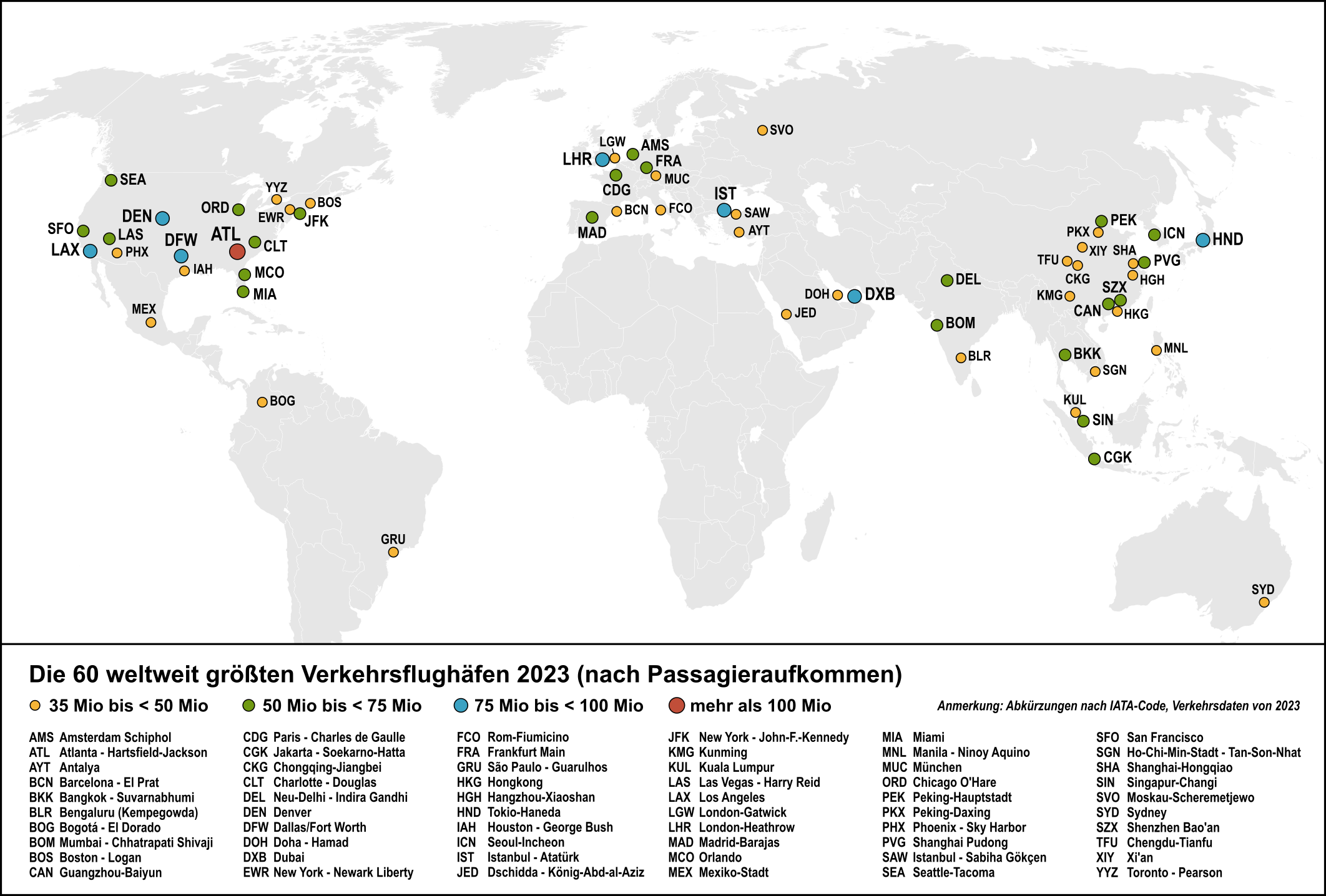
Die weltweit größten Verkehrsflughäfen
(nach Passagierzahl des Flughafens), Stand 2023

Die Liste der größten Verkehrsflughäfen nennt alle Flughäfen weltweit, die im Jahr 2016 mehr als 25 Millionen Flugreisende abgefertigt haben. Die Airports Council International (ACI), ein Dachverband, dem weltweit mehr als 1650 Flughäfen in 177 Ländern angehören, teilt Flughäfen nach den jährlich abgefertigten Fluggästen in vier Gruppen ein.
Die Gruppe 1 mit den größten Flughäfen beginnt ab 25 Millionen Passagieren. Im Jahr 2016 haben 61 Flughäfen diese Grenze überschritten, davon liegen 22 in Nordamerika, 22 in Asien, 14 in Europa, zwei in Australien und einer in Südamerika. Mit 104 Millionen Passagieren war der Flughafen Atlanta 2016 der größte Flughafen der Welt.
Zu den 61 Flughäfen werden jeweils die Kenndaten, IATA-Code, ICAO-Code, die Höhe über dem Meeresspiegel, die Verkehrszahlen für das Jahr 2016, die Anzahl der Start- und Landebahnen und die Fläche genannt.

## Liste der Flughäfen
| Name des Flughafens                | Passagiere 2016 | Fracht in t 2016 | Flugbewegungen 2016 | Fläche in ha | Code | Code | SLB | Höhe MSL           | Eröffnung     |
| Name des Flughafens                | Passagiere 2016 | Fracht in t 2016 | Flugbewegungen 2016 | Fläche in ha | IATA | ICAO | SLB | Höhe MSL           | Eröffnung     |
| ---------------------------------- | --------------- | ---------------- | ------------------- | ------------ | ---- | ---- | --- | ------------------ | ------------- |
| Amsterdam Schiphol                 | 63.625.664      | 1.662.282        | 496.256             | 2.787        | AMS  | EHAM | 6 ↓ | −4 m (−13 ft)      | 1916          |
| Hartsfield–Jackson Atlanta         | 104.258.124     | 648.595          | 898.356             | 1.518        | ATL  | KATL | 5 ↓ | 316 m (1.037 ft)   | 1925          |
| Bangkok-Suvarnabhumi               | 55.892.428      | 1.351.878        | 336.345             | 3.100        | BKK  | VTBS | 2 ↓ | 2 m (7 ft)         | 2006          |
| Barcelona-El Prat                  | 44.154.693      | 132.755          | 307.864             | 1.300        | BCN  | LEBL | 3 ↓ | 4 m (13 ft)        | 1916          |
| Boston Logan                       | 36.288.042      | 279.836          | 391.222             | 971          | BOS  | KBOS | 5 ↓ | 6 m (20 ft)        | 1923          |
| Charlotte Douglas                  | 44.422.022      | 154.477          | 545.742             | 2.428        | CLT  | KCLT | 4 ↓ | 228 m (748 ft)     | 1935          |
| Chengdu-Shuangliu                  | 46.039.037      | 611.591          | 319.382             | 690          | CTU  | ZUUU | 2 ↓ | 495 m (1.624 ft)   | 1938          |
| Chicago O’Hare                     | 77.960.588      | 1.566.129        | 867.635             | 2.833        | ORD  | KORD | 8 ↓ | 204 m (669 ft)     | 1955          |
| Chongqing Jiangbei                 | 32.402.196      | 318.782          | 254.360             | 485          | CKG  | ZUCK | 3 ↓ | 416 m (1.365 ft)   | 1990          |
| Dallas/Fort Worth                  | 65.670.697      | 752.074          | 672.748             | 7.318        | DFW  | KDFW | 7 ↓ | 185 m (607 ft)     | 1974          |
| Denver                             | 58.266.515      | 247.564          | 572.520             | 13.726       | DEN  | KDEN | 6 ↓ | 1.655 m (5.430 ft) | 1995          |
| Detroit Metropolitan Wayne County  | 34.401.254      | 205.595          | 393.427             | 2.711        | DTW  | KDTW | 6 ↓ | 196 m (643 ft)     | 1929          |
| Dubai                              | 83.654.000      | 2.534.786        | 453.886             | 1.400        | DXB  | OMDB | 2 ↓ | 19 m (62 ft)       | 1969          |
| Frankfurt Main                     | 60.792.308      | 2.150.000        | 462.885             | 2.160        | FRA  | EDDF | 4 ↓ | 111 m (364 ft)     | 1936          |
| Guangzhou Baiyun                   | 59.732.147      | 1.652.215        | 435.231             | 1.456        | CAN  | ZGGG | 2 ↓ | 15 m (49 ft)       | 2004          |
| Hongkong                           | 70.502.000      | 4.521.000        | 411.530             | 1.905        | HKG  | VHHH | 2 ↓ | 9 m (30 ft)        | 1998          |
| Houston George Bush                | 41.615.689      | 429.785          | 470.780             | 4.452        | IAH  | KIAH | 5 ↓ | 30 m (98 ft)       | 1969          |
| Istanbul Atatürk                   | 67.981.446      | 2.410.934        | 464.625             | 947          | ISL  | LTBA | 3 ↓ | 50 m (164 ft)      | 1912 bis 2019 |
| Istanbul                           | –?              | –?               | –?                  | 7.660        | IST  | LTFM | 5   | 60 m (197 ft)      | 2018          |
| Jakarta Soekarno-Hatta             | 58.700.000      | 42.473           | 369.740             | 1.800        | CGK  | WIII | 2 ↓ | 10 m (33 ft)       | 1984          |
| Kuala Lumpur                       | 52.643.511      | 642.558          | 356.614             | 1.000        | KUL  | WMKK | 2 ↓ | 21 m (69 ft)       | 1998          |
| Kunming Changshui                  | 41.980.339      | 355.423          | 300.406             | 1.250        | KMG  | ZPPP | 2 ↓ | 2.103 m (6.900 ft) | 2012          |
| Las Vegas McCarran                 | 47.435.640      | 101.168          | 541.428             | 1.133        | LAS  | KLAS | 4 ↓ | 665 m (2.182 ft)   | 1948          |
| London Gatwick                     | 43.119.628      | 79.588           | 280.666             | 680          | LGW  | EGKK | 2 ↓ | 60 m (197 ft)      | 1930          |
| London Heathrow                    | 75.671.863      | 1.541.029        | 474.963             | 1.333        | LHR  | EGLL | 2 ↓ | 25 m (82 ft)       | 1946          |
| Los Angeles                        | 80.921.527      | 2.205.335        | 697.138             | 1.386        | LAX  | KLAX | 4 ↓ | 38 m (125 ft)      | 1928          |
| Madrid-Barajas „Adolfo Suárez“     | 50.420.583      | 415.773          | 378.150             | 3.050        | MAD  | LEMD | 4 ↓ | 610 m (2.001 ft)   | 1931          |
| Manila Ninoy Aquino                | 39.516.782      | 460.135          | 242.615             | 445          | MNL  | RPLL | 2 ↓ | 23 m (75 ft)       | 1948          |
| Melbourne                          | 35.200.000      | 275.000          | 238.000             | 960          | MEL  | YMML | 2 ↓ | 132 m (433 ft)     | 1970          |
| Mexiko-Stadt                       | 41.710.254      | 483.433          | 448.147             | 746          | MEX  | MMMX | 2 ↓ | 2.230 m (7.316 ft) | 1952          |
| Miami                              | 44.584.603      | 2.220.733        | 414.234             | 1.307        | MIA  | KMIA | 4 ↓ | 2 m (7 ft)         | 1928          |
| Minneapolis-Saint Paul             | 37.505.521      | 206.942          | 413.279             | 1.376        | MSP  | KMSP | 4 ↓ | 256 m (840 ft)     | 1923          |
| Moskau Domodedowo                  | 30.504.515      | 133.182          | 253.084             | 1.280        | DME  | UUDD | 2 ↓ | 181 m (594 ft)     | 1964          |
| Moskau Scheremetjewo               | 34.030.000      | 196.984          | 272.970             | 310          | SVO  | UUEE | 2 ↓ | 190 m (623 ft)     | 1959          |
| München „Franz Josef Strauß“       | 42.261.309      | 353.650          | 394.430             | 1.618        | MUC  | EDDM | 2 ↓ | 448 m (1.470 ft)   | 1992          |
| Mumbai Chhatrapati Shivaji         | 45.154.345      | 782.289          | 305.465             | 1.307        | BOM  | VABB | 2 ↓ | 11 m (36 ft)       | 1942          |
| Neu-Delhi Indira Gandhi            | 57.703.096      | 857.419          | 397.799             | 5.106        | DEL  | VIDP | 3 ↓ | 237 m (778 ft)     | 1940          |
| New York John F. Kennedy           | 58.956.288      | 1.278.707        | 448.903             | 1.995        | JFK  | KJFK | 4 ↓ | 4 m (13 ft)        | 1942          |
| New York LaGuardia                 | 29.786.769      | 7.500            | 369.987             | 275          | LGA  | KLGA | 2 ↓ | 4 m (13 ft)        | 1929          |
| New York Newark Liberty            | 40.351.331      | 719.006          | 431.595             | 820          | EWR  | KEWR | 3 ↓ | 6 m (20 ft)        | 1928          |
| Orlando                            | 41.923.399      | 189.649          | 316.981             | 5.381        | MCO  | KMCO | 4 ↓ | 29 m (95 ft)       | 1976          |
| Paris Charles de Gaulle            | 65.933.145      | 2.090.000        | 472.950             | 3.500        | CDG  | LFPG | 4 ↓ | 119 m (390 ft)     | 1974          |
| Paris-Orly                         | 31.237.865      | 115.440          | 234.453             | 1.540        | ORY  | LFPO | 3 ↓ | 89 m (292 ft)      | 1961          |
| Peking Shoudu Guoji Jichang        | 94.393.000      | 1.831.167        | 606.086             | 961          | PEK  | ZBAA | 3 ↓ | 35 m (115 ft)      | 1958          |
| Philadelphia                       | 30.155.090      | 445.810          | 394.022             | 971          | PHL  | KPHL | 4 ↓ | 11 m (36 ft)       | 1940          |
| Phoenix Sky Harbor                 | 43.383.528      | 282.152          | 440.643             | 1.214        | PHX  | KPHX | 3 ↓ | 335 m (1.099 ft)   | 1935          |
| Roma-Fiumicino „Leonardo da Vinci“ | 41.744.769      | 160.903          | 314.167             | 1.660        | FCO  | LIRF | 4 ↓ | 5 m (16 ft)        | 1961          |
| San Francisco                      | 53.106.505      | 483.223          | 450.388             | 2.093        | SFO  | KSFO | 4 ↓ | 4 m (13 ft)        | 1927          |
| São Paulo Guarulhos                | 36.596.326      | 205.304          | 267.746             | 1.377        | GRU  | SBGR | 2 ↓ | 750 m (2.461 ft)   | 1985          |
| Seattle-Tacoma                     | 45.736.700      | 366.429          | 412.170             | 1.093        | SEA  | KSEA | 2 ↓ | 132 m (433 ft)     | 1944          |
| Seoul Incheon                      | 57.765.397      | 2.714.341        | 339.673             | 5.600        | ICN  | RKSI | 2 ↓ | 7 m (23 ft)        | 2001          |
| Shanghai-Hongqiao                  | 40.460.135      | 428.908          | 256.603             | 295          | SHA  | ZSSS | 2 ↓ | 3 m (10 ft)        | 1921          |
| Shanghai Pudong                    | 66.002.414      | 3.440.280        | 449.171             | 3.200        | PVG  | ZSPD | 4 ↓ | 4 m (13 ft)        | 1999          |
| Shenzhen Bao’an                    | 41.971.000      | 1.125.000        | 318.600             | 1.080        | SZX  | ZGSZ | 2 ↓ | 4 m (13 ft)        | 1991          |
| Singapur Changi                    | 58.698.039      | 1.969.434        | 360.490             | 1.300        | SIN  | WSSS | 3 ↓ | 7 m (23 ft)        | 1981          |
| Sydney Kingsford Smith             | 41.870.000      | 444.419          | 346.437             | 906          | SYD  | YSSY | 3 ↓ | 6 m (20 ft)        | 1933          |
| Taiwan Taoyuan                     | 42.296.322      | 2.097.228        | 244.464             | 1249         | TPE  | RCTP | 2 ↓ | 32 m (105 ft)      | 1979          |
| Tokio Haneda                       | 79.520.000      | 1.087.893        | 403.242             | 1.271        | HND  | RJTT | 4 ↓ | 6 m (20 ft)        | 1931          |
| Tokio Narita                       | 39.053.652      | 2.083.220        | 243.474             | 1.125        | NRT  | RJAA | 2 ↓ | 41 m (135 ft)      | 1978          |
| Toronto Pearson                    | 44.335.198      | 448.634          | 456.536             | 1.807        | YYZ  | CYYZ | 5 ↓ | 173 m (568 ft)     | 1939          |
| Xi’an Xianyang                     | 32.970.215      | 211.592          | 267.102             | 1.030        | XIY  | ZLXY | 2 ↓ | 479 m (1.572 ft)   | 1991          |
| Zürich                             | 27.700.000      | 430.000          | 270.000             | 880          | ZRH  | LSZH | 3 ↓ | 432 m (1.417 ft)   | 1953          |

### Erklärung

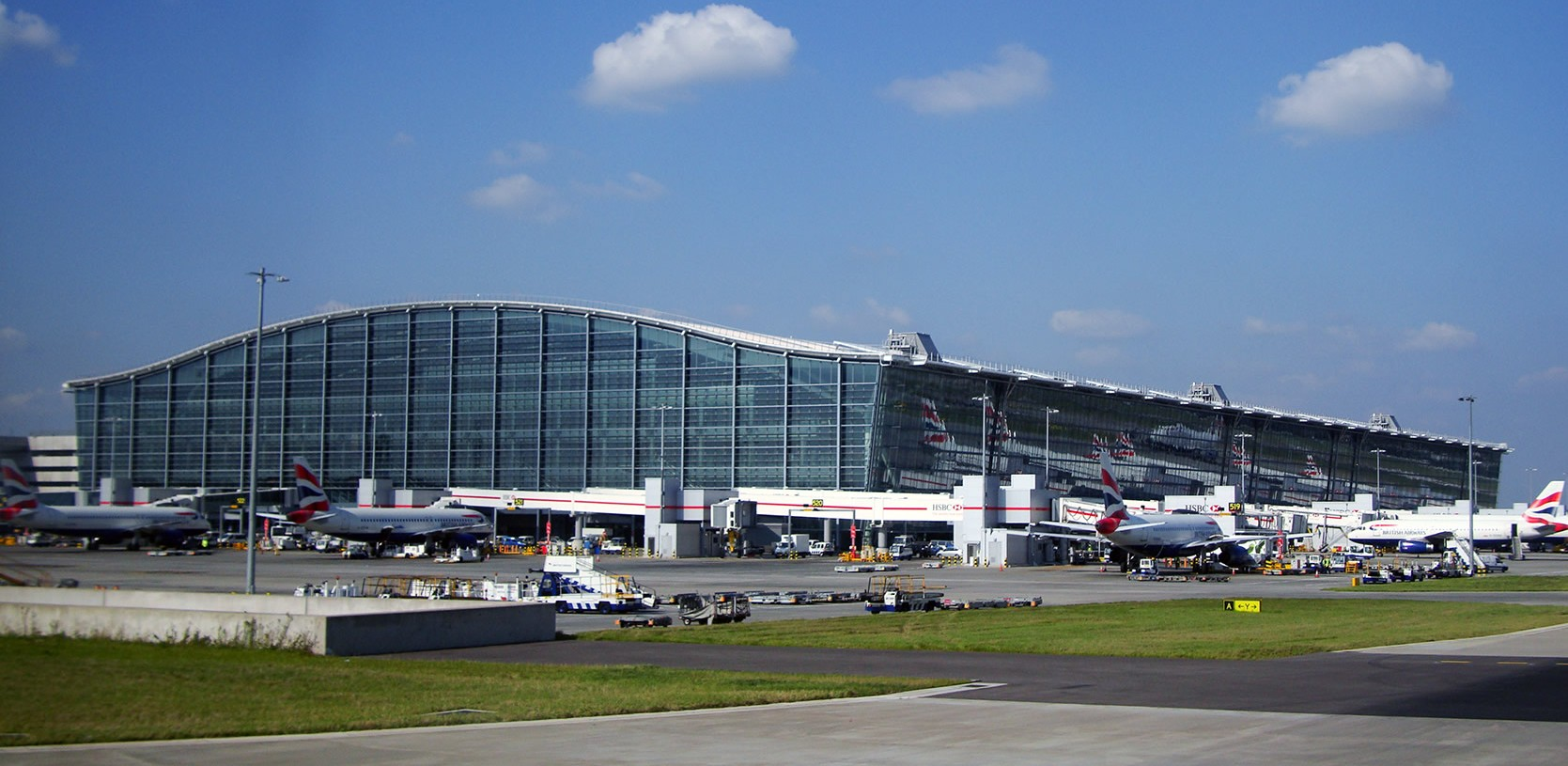
Flughafen London Heathrow – größter europäischer Flughafen

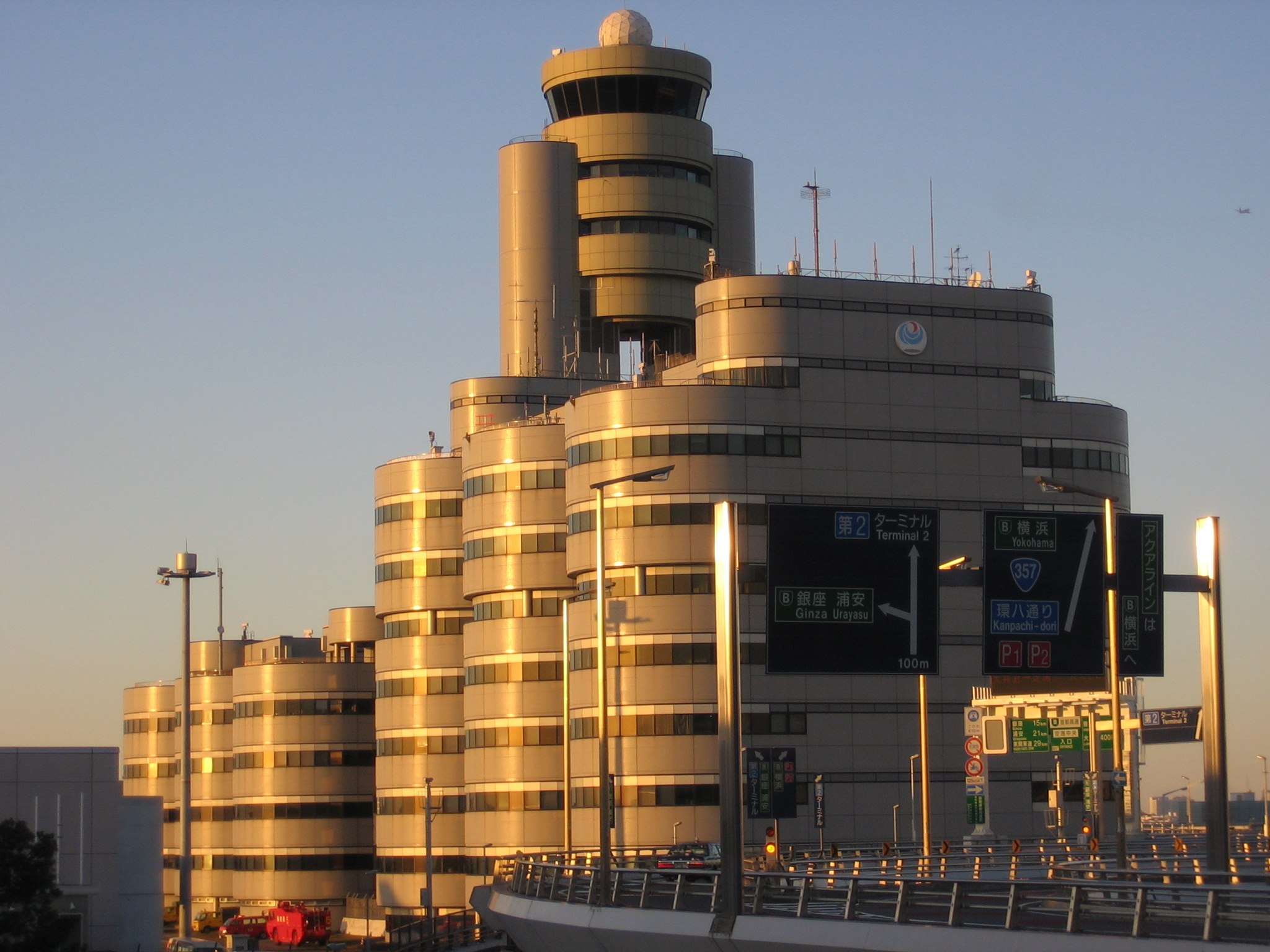
Flughafen Tokio-Haneda – einer der größten asiatischen Flughäfen

| IATA-Code:       | IATA-Registrierung des Flughafens. Der Code besteht aus einer Kombination von drei lateinischen Buchstaben und dient zu einer eindeutigen Kennzeichnung der einzelnen Verkehrsflughäfen. Der IATA-Code wird von der International Air Transport Association (IATA) vergeben.                                                               |
| ICAO-Code:       | Der ICAO-Code wird von der International Civil Aviation Organization vergeben und besteht aus einer eindeutigen Kombination aus vier lateinischen Buchstaben. |
| Höhe MSL:        | Höhe des Flughafens. |
| Eröffnung:       | Jahr, in dem der Flughafen am aktuellen Standort eröffnet wurde. |
| Passagiere:      | Gesamte Passagierzahl des Flughafens für das Jahr 2013. Darin enthalten sind Linienverkehr, Pauschalreiseverkehr, kommerzieller Verkehr, gewerblicher Verkehr und sonstiger Verkehr. Hinzu kommt der nichtgewerbliche Verkehr, wie Werksverkehr und nichtkommerzieller Verkehr.                                                            |
| Fracht (Tonnen): | Insgesamt auf dem Flughafen umgeschlagene Luftfracht inklusive Luftpost in Tonnen für das Jahr 2010. Kursiv gesetzte Daten stammen von vor 2010. |
| Flugbewegungen:  | Gesamte Flugbewegungen des Flughafens für das Jahr 2013. Kursiv gesetzte Daten stammen von 2011, 2010 oder vorher. Darin enthalten sind Linienverkehr, Pauschalreiseverkehr, kommerzieller Verkehr, gewerblicher Verkehr und sonstiger Verkehr. Hinzu kommt der nichtgewerbliche Verkehr, wie Werksverkehr und nichtkommerzieller Verkehr. |
| SLB:             | SLB steht für Start- und Landebahnen. Zahl der Start- und Landebahnen des Flughafens. Anmerkung: Über die Pfeile (↓) ist ein Navigieren zwischen dieser Liste und der Liste mit den konkreten Bahndaten in beide Richtungen möglich. |
| Fläche (ha):     | Gibt die Gesamtfläche des Flughafenareals in Hektar an. |

## Bahndaten
| Bezeichnung                                             | Maße in m                                                      | Belag                       | Flughafendiagramm |
| ↑ Amsterdam                                             | ↑ Amsterdam                                                    | ↑ Amsterdam                 | ↑ Amsterdam       |
| ------------------------------------------------------- | -------------------------------------------------------------- | --------------------------- | ----------------- |
| 04/22 06/24 09/27 18C/36C 18R/36L 18L/36R               | 2.014×45 3.500×45 3.453×45 3.300×45 3.800×60 3.400×45          | Asphalt Asphalt             |                   |
|                                                         |                                                                |                             |                   |
| ↑ Atlanta                                               |                                                                |                             |                   |
| 08L/26R 08R/26L 09L/27R 09R/27L 10/28                   | 2.743×46 3.048×46 3.624×46 2.743×46                            | Asphalt Asphalt             |                   |
|                                                         |                                                                |                             |                   |
| ↑ Bangkok                                               |                                                                |                             |                   |
| 01R/19L 01L/19R                                         | 4.000×60 3.700×60                                              | Asphalt Asphalt             |                   |
|                                                         |                                                                |                             |                   |
| ↑ Barcelona                                             |                                                                |                             |                   |
| 02/20 07R/25L 07L/25R                                   | 2.540×45 2.660×60 3.552x45                                     | Asphalt Asphalt             |                   |
|                                                         |                                                                |                             |                   |
| ↑ Boston                                                |                                                                |                             |                   |
| 04R/22L 04L/22R 09/27 14/23 15R/33L 15L/33R             | 3.050×46 2.396×46 2.134×46 1.524×30 3.073×46 779×30            | Asphalt Asphalt             |                   |
|                                                         |                                                                |                             |                   |
| ↑ Charlotte                                             |                                                                |                             |                   |
| 05/23 18R/36L 18C/36C 18L/36R                           | 2.287×46 2.743×46 3.048×46 2.644×46                            | Beton Beton                 |                   |
|                                                         |                                                                |                             |                   |
| ↑ Chengdu                                               |                                                                |                             |                   |
| 18L/36R 02L/20R                                         | 3.600×60 3.600×60                                              | Asphalt Asphalt             |                   |
|                                                         |                                                                |                             |                   |
| ↑ Chicago                                               |                                                                |                             |                   |
| 04R/22L 04R/22L 09R/27L 09L/27R 10/28 14R/32L 14L/32R   | 2.461×46 2.286×46 2.428×46 2.286×46 3.962×46 3.050×46          | Asphalt Asphalt             |                   |
|                                                         |                                                                |                             |                   |
| ↑ Dallas                                                |                                                                |                             |                   |
| 13R/31L 13L/31R 17C/35C 17R/35L 17L/35R 18R/36L 18L/36R | 2.835×46 2.473×61 4.085×46 4.085×61 2.591×46 4.084×46 4.084×61 | Beton Beton                 |                   |
|                                                         |                                                                |                             |                   |
| ↑ Denver                                                |                                                                |                             |                   |
| 07/25 08/26 16R/34L 16L/34R 17R/35L 17L/35R             | 3.658×46 3.658×46 4.877×61 3.658×46                            | Beton Beton                 |                   |
|                                                         |                                                                |                             |                   |
| ↑ Detroit                                               |                                                                |                             |                   |
| 03R/21L 03L/21R 04R/22L 04L/22R 09R/27L 09L/27R         | 3.048×46 2.591×61 3.659×61 3.048×46 2.591×46 2.654×61          | Beton Beton                 |                   |
|                                                         |                                                                |                             |                   |
| ↑ Dubai                                                 |                                                                |                             |                   |
| 12R/30L 12L/30R                                         | 4.000×46 4.000×60                                              | Asphalt Asphalt             |                   |
|                                                         |                                                                |                             |                   |
| ↑ Frankfurt                                             |                                                                |                             |                   |
| 07R/25L 07C/25C 18 07L/25R                              | 4.000×45 4.000×60 4.000×45 2.800×45                            | Asphalt Asphalt Beton Beton |                   |
|                                                         |                                                                |                             |                   |
| ↑ Guangzhou                                             |                                                                |                             |                   |
| 01/19 02R/20L 02L/20R                                   | 3.600x45 3.800×60                                              | Beton Beton                 |                   |
|                                                         |                                                                |                             |                   |
| ↑ Hongkong                                              |                                                                |                             |                   |
| 07R/25R 07L/25C 07L/25L                                 | 3.800×60 3.800×60                                              | Asphalt Asphalt             |                   |
|                                                         |                                                                |                             |                   |
| ↑ Houston                                               |                                                                |                             |                   |
| 08R/26L 08L/26R 09/27 15R/33L 15L/33R                   | 2.866×46 2.743×46 3.048×46 3.658×46                            | Beton Beton Asphalt Beton   |                   |
|                                                         |                                                                |                             |                   |
| ↑ Istanbul Atatürk                                      |                                                                |                             |                   |
| 05/23 17R/35L 17L/35R                                   | 2.600×60 3.000×45                                              | Beton Beton                 |                   |
|                                                         |                                                                |                             |                   |
| ↑ Jakarta                                               |                                                                |                             |                   |
| 07R/25L 07L/25R                                         | 3.660×60 3.600×60                                              | Beton Beton                 |                   |
|                                                         |                                                                |                             |                   |
| ↑ Kuala Lumpur                                          |                                                                |                             |                   |
| 14R/32L 14L/32R                                         | 4.050×60 4.124×60                                              | Asphalt Asphalt             |                   |
|                                                         |                                                                |                             |                   |
| ↑ Las Vegas                                             |                                                                |                             |                   |
| 01R/19L 01L/19R 07R/25L 07L/25R                         | 2.979×46 2.739×46 3.208×46 4.423×46                            | Asphalt Beton Asphalt       |                   |
|                                                         |                                                                |                             |                   |
| ↑ London-Gatwick                                        |                                                                |                             |                   |
| 08R/26L 08L/26R                                         | 3.159×45 2.565×45                                              | Asphalt Asphalt             |                   |
|                                                         |                                                                |                             |                   |
| ↑ London-Heathrow                                       |                                                                |                             |                   |
| 09R/27L 09L/27R                                         | 3.658×45 3.901×50                                              | Asphalt Asphalt             |                   |
|                                                         |                                                                |                             |                   |
| ↑ Los Angeles                                           |                                                                |                             |                   |
| 06R/24L 06L/24R 07R/25L 07L/25R                         | 3.135×46 2.720×46 3.382×61 3.685×46                            | Beton Beton                 |                   |
|                                                         |                                                                |                             |                   |
| ↑ Madrid                                                |                                                                |                             |                   |
| 15R/33L 15L/33R 18R/36L 18L/36R                         | 4.100×60 3.500×60 4.350×60 3.500×60                            | Asphalt Asphalt             |                   |

| Bezeichnung                           | Maße in m                                    | Belag               | Flughafendiagramm |
| ↑ Melbourne                           | ↑ Melbourne                                  | ↑ Melbourne         | ↑ Melbourne       |
| ------------------------------------- | -------------------------------------------- | ------------------- | ----------------- |
| 09/27 16/34                           | 2.286×45 3.657×60                            | Asphalt Asphalt     |                   |
|                                       |                                              |                     |                   |
| ↑ Mexiko                              |                                              |                     |                   |
| 05R/23L 05L/23R                       | 3.900x45 3.952x45                            | Asphalt Asphalt     |                   |
|                                       |                                              |                     |                   |
| ↑ Miami                               |                                              |                     |                   |
| 08R/26L 08L/26R 09/27 12/30           | 3.202×61 2.621×46 3.962×46 2.851×46          | Asphalt Asphalt     |                   |
|                                       |                                              |                     |                   |
| ↑ Minneapolis                         |                                              |                     |                   |
| 04/22 12R/30L 12L/30R 17/35           | 3.355×46 3.048×61 2.499×46 2.438×46          | Beton Beton         |                   |
|                                       |                                              |                     |                   |
| ↑ München                             |                                              |                     |                   |
| 08R/26L 08L/26R (08L/26R)             | 4.000×60 4.000×60 (4.000×60)                 | Beton Beton (Beton) |                   |
|                                       |                                              |                     |                   |
| ↑ New York-John-F.-Kennedy            |                                              |                     |                   |
| 04R/22L 04L/22R 13R/31L 13L/31R       | 2.560×61 3.460×46 4.442×46 3.048×46          | Asphalt Asphalt     |                   |
|                                       |                                              |                     |                   |
| ↑ New York-Newark                     |                                              |                     |                   |
| 04R/22L 04L/22R 11/29                 | 3.048×46 3.353×46 2.073×46                   | Asphalt Asphalt     |                   |
|                                       |                                              |                     |                   |
| ↑ Orlando                             |                                              |                     |                   |
| 17R/35L 17L/35R 18R/36L 18L/36R       | 3.048×46 2.743×46 3.659×61                   | Beton Asphalt Beton |                   |
|                                       |                                              |                     |                   |
| ↑ Paris-Charles de Gaulle             |                                              |                     |                   |
| 08R/26L 08L/26R 09R/27L 09L/27R       | 2.700×60 4.215×45 4.200×45 2.700×60          | Beton Asphalt       |                   |
|                                       |                                              |                     |                   |
| ↑ Paris-Orly                          |                                              |                     |                   |
| 02/20 06/24 08/26                     | 2.400×60 3.650×45 3.320×45                   | Beton Asphalt Beton |                   |
|                                       |                                              |                     |                   |
| ↑ Peking                              |                                              |                     |                   |
| 18R/36L 18L/36R 01/19                 | 3.200×50 3.800×60                            | Asphalt Asphalt     |                   |
|                                       |                                              |                     |                   |
| ↑ Philadelphia                        |                                              |                     |                   |
| 08/26 09R/27L 09L/27R 17/35           | 1.524×46 3.202×61 2.896×46 1.664×46          | Asphalt Asphalt     |                   |
|                                       |                                              |                     |                   |
| ↑ Phoenix                             |                                              |                     |                   |
| 07R/25L 07L/25R 08/26                 | 2.377×46 3.139x46 3.502x46                   | Beton Beton         |                   |
|                                       |                                              |                     |                   |
| ↑ Rom                                 |                                              |                     |                   |
| 16R/34L 07/25 16L/34R 16C/34C         | 3.900×60 3.309×45 3.900×60 3.600×45          | Asphalt Asphalt     |                   |
|                                       |                                              |                     |                   |
| ↑ San Francisco                       |                                              |                     |                   |
| 01R/19L 01L/19R 10R/28L 10L/28R       | 2.636×61 2.286×61 3.231×61 3.618×61          | Asphalt Asphalt     |                   |
|                                       |                                              |                     |                   |
| ↑ São Paulo                           |                                              |                     |                   |
| 09R/27L 09L/27R                       | 3.000×45 3.700×45                            | Asphalt Asphalt     |                   |
|                                       |                                              |                     |                   |
| ↑ Seattle                             |                                              |                     |                   |
| 16L/34R 16C/34C 16R/34L               | 3.627×46 2.873×46 2.591×46                   | Asphalt Beton Beton |                   |
|                                       |                                              |                     |                   |
| ↑ Seoul-Incheon                       |                                              |                     |                   |
| 15R/33L 15L/33R                       | 3.750×60 3.750×60                            | Asphalt Asphalt     |                   |
|                                       |                                              |                     |                   |
| ↑ Shanghai                            |                                              |                     |                   |
| 16/34 17/35                           | 3.800×60 4.000×60                            | Beton Beton         |                   |
|                                       |                                              |                     |                   |
| ↑ Singapur                            |                                              |                     |                   |
| 02C/20C 02R/20L 02L/20R               | 4.000×60 2.748×59 3.260×60                   | Beton Asphalt Beton |                   |
|                                       |                                              |                     |                   |
| ↑ Sydney                              |                                              |                     |                   |
| 07/25 16R/34L 16L/34R                 | 2.530×45 3.962×45 2.438×45                   | Asphalt Asphalt     |                   |
|                                       |                                              |                     |                   |
| ↑ Tokio-Haneda                        |                                              |                     |                   |
| 04/22 05/23 16R/34L 16L/34R           | 2.499×61 2.499×61 2.999×61                   | Asphalt Asphalt     |                   |
|                                       |                                              |                     |                   |
| ↑ Tokio-Narita                        |                                              |                     |                   |
| 16R/34L 16L/34R                       | 4.000×60 2.180×60                            | Asphalt Asphalt     |                   |
|                                       |                                              |                     |                   |
| ↑ Toronto                             |                                              |                     |                   |
| 05/23 06R/24L 06L/24R 15R/33L 15L/33R | 3.389×61 2.743×61 2.956×61 2.770×61 3.368×61 | Asphalt Asphalt     |                   |

### Erklärung
| Bezeichnung:       | Richtung der Start- und Landebahn des Flugplatzes in gerundeten, durch 10 geteilten Graden. Sie wird mit zwei Zahlen gekennzeichnet, je eine für die beiden Richtungen. Verfügt der Flugplatz über zwei parallel verlaufende Start- und Landebahnen, erhält die rechts gelegene Bahn den Buchstaben R und die linke ein L. Die Gegenrichtungen entsprechend umgekehrt, beispielsweise 09L/27R und 09R/27L. Bei drei parallelen Bahnen wird für die mittlere Bahn der Buchstabe C (vom englischen center) benutzt, beispielsweise 09C/27C.                                                         |
| Maße:              | Länge und Breite der Start- und Landebahn(en) in Metern. |
| Belag:             | Art der Oberfläche der Start- und Landebahn(en) des Flugplatzes. Manche Bahnen bestehen aus der Kombination von zwei Belägen. |
| Flughafendiagramm: | Zeigt ein Diagramm des Flughafens. |
| Anmerkung:         | Bei der Anzahl der Start- und Landebahnen ist immer die Gesamtzahl der zur Verfügung stehenden Bahnen angegeben. Für die Abwicklung des Flugverkehrs ist aber nicht die Gesamtzahl der Bahnen ausschlaggebend, sondern die Anzahl der Bahnen, die gleichzeitig genutzt werden können. Beispiel: Atlanta hat fünf Start- und Landebahnen und kann diese alle gleichzeitig nutzen, weil sie parallel verlaufen. Chicago O’Hare hat sieben Start- und Landebahnen, kann aber maximal vier Bahnen gleichzeitig nutzen, weil die anderen drei Bahnen in gegenseitig behindernden Richtungen verlaufen. |